# Conistra aulombardi
Conistra aulombardi is een vlinder uit de familie van de uilen (Noctuidae). De wetenschappelijke naam van de soort is voor het eerst geldig gepubliceerd in 1992 door Hreblay.